# Síntesi subtractiva (so)

Un diagrama de blocs d'un sintetitzador subtractiu simple

La síntesi subtractiva és un mètode de síntesi sonora en què els armònics d'un senyal d'àudio s'atenuen mitjançant un filtre per alterar el timbre del so.

## Visió general
La síntesi subtractiva es basa en sons font que tenen matisos: formes d'ona no sinusoïdals com ones quadrades i triangulars, o soroll blanc i rosa. A continuació, aquests armònics es modulen per alterar el so font. Aquesta modulació es pot produir d'una gran varietat de maneres, com ara filtres controlats per tensió o de pas baix.
La tecnologia desenvolupada en estudis d'electrònica experimental que es van centrar principalment en telecomunicacions i aplicacions militars. Els primers exemples inclouen Voder de Bell Labs (1937–8). Els compositors van començar a aplicar el concepte de síntesi subtractiva més enllà de l'estudi de gravació en la música de concert. Scambi (1957) d'Henri Pousseur sotmet el soroll blanc a filtres i utilitza els sons resultants per crear muntatges. Mikrophonie I (1964) de Karlheinz Stockhausen utilitza un tam-tam i un micròfon com a font de so principal que després és filtrat àmpliament per dos projeccionistes sonors.
Fins a l'aparició dels sintetitzadors digitals, la síntesi subtractiva era el mètode electrònic gairebé universal de producció de so. La seva popularitat es va deure en gran part a la seva relativa simplicitat. La síntesi subtractiva era tan freqüent en els sintetitzadors analògics que de vegades s'anomena "síntesi analògica". Va ser el mètode de producció de so en instruments com el Trautonium (1930), Novachord (1939), Buchla 100 (1960), EMS VCS 3 (1969), Minimoog (1970), ARP 2600 (1971), Oberheim OB-1 ( 1978), i Korg MS-20 (1978). Els generadors de so programables (PSG) es basaven en gran manera en la síntesi subtractiva. Els PSG es van utilitzar en molts ordinadors personals, jocs arcade i consoles domèstiques com l'Atari ST, l'Intellivision de Mattel, el Master System de Sega i el ZX Spectrum.

## Mètode
El següent és un exemple de síntesi subtractiva ja que es pot produir en un instrument electrònic per emular el so d'una corda pinçada. Va ser creat amb un programa d'ordinador personal dissenyat per emular un sintetitzador subtractiu analògic.

### So font
En primer lloc, un oscil·lador electrònic produeix una forma d'ona relativament complexa amb matisos audibles. Només cal un oscil·lador i el nombre pot variar molt. En aquest cas, s'utilitzen dos oscil·ladors:
| Closeup view of waveform in the audio sample. |

### Síntesi subtractiva
L'ona combinada passa a través d'un amplificador controlat per tensió connectat a un generador d'embolcall. Els paràmetres de l'embolcall del so (atac, decadència, sosteniment i alliberament) es manipulen per canviar-ne el so. En aquest cas, la decadència augmenta enormement, el manteniment es redueix i l'alliberament s'escurça. El so resultant és audible durant la meitat del temps que el so font:
| Enveloped waveform. |